# Patrimoni dell'umanità del Paraguay
I patrimoni dell'umanità del Paraguay sono i siti dichiarati dall'UNESCO come patrimonio dell'umanità in Paraguay, che è divenuto parte contraente della Convenzione sul patrimonio dell'umanità il 25 aprile 1988.
Al 2022 un solo sito è iscritto nella Lista dei patrimoni dell'umanità: le missioni gesuitiche di La Santísima Trinidad de Paraná e Jesús de Tavarangue, scelte nel 1993 in occasione della diciassettesima sessione del comitato del patrimonio mondiale. Dodici sono invece le candidature per nuove iscrizioni.

## Siti del Patrimonio mondiale
| Foto | Sito                                                                         | Luogo           | Tipo                | Anno | Descrizione |
| ---- | ---------------------------------------------------------------------------- | --------------- | ------------------- | ---- | --- |
|      | Missioni gesuitiche di La Santísima Trinidad de Paraná e Jesús de Tavarangue | Jesús, Trinidad | Culturale (648; iv) | 1993 | Oltre al loro interesse artistico, queste missioni ricordano la cristianizzazione del bacino del Río de la Plata da parte dei gesuiti nei secoli XVII e XVIII, con le iniziative sociali ed economiche che l'accompagnarono. |

## Siti candidati
| Foto | Sito                                                 | Luogo | Tipo                         | Anno       | Descrizione |
| ---- | ---------------------------------------------------- | --- | ---------------------------- | ---------- | --- |
|      | Sistema ferroviario presidente Carlos Antonio López  | Dipartimento Central, Dipartimento di Caazapá, Dipartimento di Guairá, Dipartimento di Itapúa, Dipartimento di Paraguarí | Culturale (506)              | 05/10/1993 | L'impianto fu inaugurato nel 1861 e comprende, oltre ai binari dell'epoca, le officine, i macchinari e gli accessori che vengono attivati da una caldaia, impianti idrici a caduta, sistemi di comunicazione del secolo scorso (magnetotelefonici e telegrafici), locomotive a vapore e beni mobili e immobili (stazioni e complessi architettonici di alcune città ferroviarie) e il suo percorso costituisce un itinerario attraverso aree di grande pregio paesaggistico. |
|      | Parco nazionale di Ybytyruzú                         | Dipartimento di Guairá                                                                                                   | Naturale (507)               | 05/10/1993 | L'area presenta una grande ricchezza in termini di flora e fauna, resti archeologici, grotte e ripari con pitture e incisioni rupestri a basso e altorilievo. |
|      | Parco nazionale di Tinfunqué                         | Dipartimento Presidente Hayes                                                                                            | Naturale (508)               | 05/10/1993 | L'area protegge l'ecosistema del Chaco umido così come i siti storici della Guerra del Chaco (1932-1935) tra Paraguay e Bolivia. Il Parco è stato istituito il 4 maggio 1956 e costituisce un importante rifugio per la riproduzione della fauna selvatica. |
|      | Riserva naturale della foresta di Mbaracayú          | Dipartimento di Canindeyú                                                                                                | Misto (1845; iii, x)         | 19/12/2003 | La Riserva naturale della foresta di Mbaracayú copre 64 405,7 ettari, situata nella regione orientale del Paraguay vicino al confine brasiliano nella cordigliera di Mbaracayú. A est ci sono varie proprietà, allevamenti e due comunità indigene di diversa etnia, mentre a sud e a est ci sono fattorie di varie dimensioni. Mbaracayú si trova all'interno della foresta umida subtropicale del Paraguay orientale, parte della foresta atlantica interna dell'Alto Paraná-Paranaíba. Questa zona è composta da numerose valli piccole ma profonde con cascate ricorrenti che creano centinaia di piccoli affluenti verso il bacino del fiume Jejuí. |
|      | Pantanal paraguaiano                                 | Bahía Negra | Naturale (6281; vii, ix, x)  | 17/01/2018 | Il Parco nazionale del Río Negro è un esempio rappresentativo dell'ecoregione del Gran Pantanal, che mostra processi ecologici e biologici che si verificano, con gradienti definiti da vegetazione e flora diverse, tra le tre ecoregioni del Chaco secco, Cerrado e Pantanal. L'area svolge un ruolo chiave nella diffusione dei nutrienti tramite l'allagamento, nonché nel mantenimento delle popolazioni di pesci e uccelli. Il Parco nazionale e la Riserva Chaco Pantanal/Stazione biologica dei tre giganti sono una delle aree del paese con maggiore ricchezza e abbondanza di specie. |
|      | Complesso ferroviario e villaggio inglese di Sapucai | Sapucai | Culturale (6282; ii, iv)     | 17/01/2018 | Il complesso ferroviario di Sapucai è stato il centro più importante per la manutenzione e la costruzione di ferrovie e per più di un secolo è stato il fulcro delle ferrovie paraguaiane. È considerato uno dei migliori esempi al mondo di luogo di lavoro ferroviario dedicato alla manutenzione dei treni locomotori a vapore. È stato determinante nello sviluppo dello stato durante il diciannovesimo e il ventesimo secolo e ha contribuito agli sviluppi sociali, economici, politici, culturali e tecnologici dell'area nel suo insieme. |
|      | Arte rupestre di Jasuka Venda e Cerro Corá           | Dipartimento di Amambay                                                                                                  | Culturale (6609; iii)        | 06/04/2022 | L'arte rupestre in Paraguay non è solo apprezzata per il suo valore archeologico, ma anche per i suoi intimi legami con la spiritualità del popolo Pãí Tavyterá̃s, capostipite della famiglia linguistica guaraní. Gli indigeni si identificano come guardiani di questi sacri luoghi rituali che sono parte dell'eredità dei loro antenati e tramandano l'interpretazione del significato dei petroglifi. In particolare la collina di Jasuka Venda è teatro della creazione del mondo, poiché identificata come il luogo in cui Ñande Ru o Ñande Ramói, il loro dio, diede inizio alla creazione della terra. La candidatura comprende anche due rifugi rupestri nel Parco nazionale del Cerro Corá. |
|      | Parco nazionale Defensores del Chaco                 | Dipartimento dell'Alto Paraguay                                                                                          | Naturale (6610; viii, x)     | 06/04/2022 | Questo grande parco nazionale, composto da 720 000 ettari nel mezzo del Chaco Boreal, garantisce la conservazione dei processi naturali della zona e la protezione della sua importante biodiversità. È una delle prime aree protette del Paraguay, creata nel 1975 con lo scopo di conservare campioni rappresentativi e unici del Chaco in generale. Protegge importanti processi ecologici, nonché importanti comunità indigene, come gli Ayoreo, alcuni dei quali potrebbero ancora vivere in isolamento volontario e abitare aree entro i limiti del parco e delle sue zone cuscinetto. |
|      | Parco nazionale Médanos del Chaco                    | Dipartimento dell'Alto Paraguay                                                                                          | Naturale (6611; viii, ix, x) | 06/04/2022 | Il Parco nazionale Médanos del Chaco è stato creato con la missione di proteggere la biodiversità dell'area, una miscela di ecosistemi xerofitici (foresta, macchia, savana), specie endemiche di flora e fauna, la formazione di paleodune nonché risorse fitogenetiche di importanza mondiale. All'interno del suo territorio si trova una parte rilevante del sistema acquifero di Yrenda, la più importante riserva naturale di acqua dolce sotterranea del Chaco. Inoltre, all'interno dei limiti è protetta una grande porzione del fiume Timané, che svolge un ruolo fondamentale nello sviluppo ciclico di diversi ecosistemi di grande importanza per il nord del Chaco paraguaiano. |
|      | Paesaggio culturale del mate                         | Dipartimento dell'Alto Paraná                                                                                            | Culturale (6612; iii, v, vi) | 06/04/2022 | Il paesaggio culturale del mate attraverso le sue quattro zone salvaguarda i sistemi produttivi e i processi culturali associati alla produzione di yerba mate. Il paesaggio culturale contiene un importante insieme di caratteristiche socioeconomiche e geografiche che sono legate alla storia sociale e culturale della gente della triplice frontiera con il Brasile e l'Argentina, scenario di sfruttamento da parte delle corporazioni yerbateras. Le strutture edilizie della sede amministrativa della società LIPSA sono state progressivamente demolite, ma il patrimonio tangibile è rimasto nelle case dei caposquadra e degli operai e negli strumenti da loro utilizzati, conservati nei musei. La loro memoria viene recuperata ogni anno nel "Terere Festival", nella città di Itakyry, capitale della cultura della yerba mate, evento a cui partecipano gruppi artistici da tutto il mondo nel febbraio di ogni anno. Il museo storico di Takurú - Pukù raccoglie i pezzi e le collezioni più importanti del lavoro degli abitanti di Hernandarias durante l'attività della società La Industrial Paraguaya fino alla metà del 1974. |
|      | Missione gesuitica di San Cosme y San Damián         | San Cosme y Damián | Culturale (6613; iv)         | 06/04/2022 | La Missione dei Gesuiti di San Cosme y San Damián fa parte di un gruppo di 30 missioni gesuite nel bacino del Rio de la Plata ed è una delle sette rimanenti in Paraguay. Questa proposta di candidatura è un'estensione del sito seriale già iscritto nella lista del patrimonio mondiale dell'UNESCO nel 1993: le Missioni gesuitiche dei Guaraní di La Santísima Trinidad de Paraná e Jesús de Tavarangue. |
|      | Chiesa di San Bonaventura di Yaguarón                | Yaguarón | Culturale (6614; ii, iv)     | 06/04/2022 | Il Templo de San Buenaventura nella storica città di Yaguarón è un esempio ben conservato delle riduzioni francescane del Paraguay. La riduzione di San Bonaventura fu costruita nel 1586-1587 da frate Luis de Bolaños, con indigeni portati da Acahay. Insieme alle riduzioni dei villaggi vicini di Altos (1580) e Itá (1585), divenne uno dei centri missionari più importanti grazie alle sue importanti botteghe artigiane. L'elemento principale del tradizionale villaggio francescano è il reticolo stradale di 5x5 isolati con una chiesa centrale. La chiesa ha continuato a essere una parte importante della storia di Yaguarón e del Paraguay ed è ora una popolare destinazione turistica. |